# Morgårdshammar AB
Morgårdshammar AB är ett svenskt industriföretag. Det grundades i Morgårdshammar (i Smedjebacken) 1856. 

## Historik
Företaget bildades den 23 december 1856 då Bergskollegiet utfärdade tillståndsbeviset för ett gjuteri och mekanisk verkstad vid Morgårdshammar. Grundare och ägare var den då 21 år gamla Axel Westman. Företagets gjuteri blev aktiebolag den 2 september 1857 med tjugo aktier fördelade på fem ägare.
Företaget köptes 1873 upp av Morgårdshammars bruk som lade ned gjuteriet men utvidgade verkstadsavdelningen. 1895 bildades föregångaren till nuvarande företag, Morgårdshammars mekaniska verkstads aktiebolag. Vid denna tid började man även tillverka separatorer, en viktig produkt fram till dess fabrikationen upphörde 1904. 1909-11 började man även tillverka förbränningsmotorer.
År 1975 såldes samtliga aktier till Beijerinvest med Anders Wall. Beijerinvest köptes 1983 upp av Volvo som kom att bli ägare till Morgårdshammar. Volvo sålde 1987 företaget till den italienska konkurrenten Danieli. Senare avyttrades bergverksdelen till Outokumpu Oy. 
Bolaget har genom alla år haft sin basnäring i tillverkning av utrustning för bergverk och valsverk. Genom åren har även tillverkats bland annat mjölkseparatorer och båtmotorer. Morgårdshammar AB är än i dag tillverkare av utrustning för valsverk och valsning av så kallade långa produkter.